# Cilijarno telo
Cilijarno telo ili zrakasto telo (lat. corpus ciliare) je deo ljudskog oka koji u sebi sadrži cilijarni mišić (koji kontroliše oblik očnog sočiva) i cilijarni epitel (koji proizvodi očnu vodicu). Ono je deo (uveje), sloja tkiva koje snabdeva kiseonikom i hranjivim materijama očna tkiva. Veže se sa ora serrata na mrežnjaču na korenu dužice.

## Anatomija
Cilijarno telo je u obliku prstena zadebljanog tkiva unutar ljudskog oka, koji deli zadnju očnu komoru od staklastog tela. U sebi sadrži cilijarni mišić, krvne sudove i vlaknasto vezivno tkivo. Nabori ili cilijarni nastavci, na unutrašnjem cilijarnom epitelu izlučuju očnu vodicu u zadnju očnu komoru.
Cilijarno telo se sastoji iz dva dela :
- Pars plicata - prednji ispupčen deo koji potpuno okružuje ekvator sočiva. Ima 70-80 radijalnih nastavaka (lat.processus cilliaris).

- Pars plana - zadnji, zaravnjen deo.

Cilijarno telo je pričvršćeno na očno sočivo preko vezivnog tkiva ili zonulskih vlakana. Opuštanje cilijarnog mišića pravi napetost na ovim vlaknima i time menja oblik očnog sočiva kako bi se ono fokusiralo svetlosni snop na mrežnjaču. Unutrašnji sloj je proziran i pokriva staklasto telo, i kontinuirani je nastavak nervnog tkiva mrežnjače.
Spoljašnji sloj je izraženo pigmentiran i nastavlja se sa pigmentnog epitela, a predstavlja ćelije mišića dilatora dužice. Ova dvostruka membrana se često smatra kontinuitetom mrežnjače i rudimentog embrionskog ostatka mrežnjače. Unutrašnji sloj je bez pigmenta, dok ne dođe do dužice koja je pigmentirana. Mrežnjača se završava na ora serrata.

### Cilijarni mišiči
Cilijarni mišić (lat. musculus ciliaris) je glatki parni mišić glave, koji se nalazi unutar očne jabučice i  čini najveći deo cilijarnog tela. Sačinjavaju ga dve grupe vlakana:
- Uzdužna, longitudinalna, meridijalna (lat. fibrae meridionales) lokalizovana površinski i pružaju se u pravcu meridijana. Ona  čine spoljašnje 3/4 mišića, pripajaju se na skleralnom grebenu i tu su u odnosu sa vlaknima iridokornealnog ugla, nazivaju se još i lat. m.tensor choroideae,
- Kružna (lat. fibrae circulares),  smeštena unutra i prostiru se u vidu prstena i čine unutrašnju 1/4 mišića, funkcija im je akomodacija.

Izmedju ove dve grupe glatkih mišića nalaze se i kosa vlakna koja čine prelaz iz jednih u druga.

### Inervacija
Cilijarno telo i nejgovi mišići, inervisani su od strane parasimpatičkog nervnog sistema preko parasimpatičkih vlakana okulomotornog živca, koja ovde dospevaju iz cilijarnog gangliona preko kratkih cilijarnih živaca.

## Funkcija
Cilijarno telo ima tri funkcije:
Akomodaciju oka — koja se zasniva na dejstvu mišića oka, odnosno tokom prilagođavanja jačine prelamanja svetlosti u zavisnosti od blizine posmatranog objekta. Kada su posmatrani predmeti bliži, cilijarni mišić se kontrahuje i tako povećava sagitalni prečnik očnog sočiva čime se povećava njegova prelomna moć. U toku posmatranja udaljenih predmeta, dešava se obrnut proces. Osim ovoga, cilijarni mišić utiče i na širinu prostora u delu između rožnjače i dužice (irido-kornealni ugao), pa olakšava oticanje očne vodice u Šlemov kanal.
Stvaranje očne vodice — jedna je od najvažnijih funkcija cilijarnog tela. Ona njom ishranjuje očno sočivo i mrežnjaču, a učestvuje i u uklanjanju otpadnih materija iz ovog područja oka.
Pružanje oslonca zonularnim vlaknima

## Klinički značaj
Lekovi za lečenje glaukoma deluju na cilijarno telo kao glavnu strukturu koja je odgovorna za stvaranje očne vodice: sniženjem lučenja očne vodice smanjuje se intraokularni pritisak.

### H20. — Zapaljenje dužice i zrakastog tela
| Bolest                             | Šifra MKB10 i latinski naziv           | Slika | Karakteristike |
| ---------------------------------- | -------------------------------------- | ----- | --- |
| Zapaljenje dužice i zrakastog tela | H20 — Iridocyclitis (uveitis anterior) |       | Zapaljenje dužice i zrakastog tela ili uveitis anterior (lat. iridociklitis) je istovremeni zapaljenjski proces prednjeg segmenta ljudskog oka, lokalizovan na dužici ili irisu (lat. iritis) i zrakastom telu (lat. corpus ciliare) (lat. ciclitis). Kako su dužica i zrakasto telo su delovi srednjeg omotoča odnosno sudovne opne oka u veoma bliskom anatomskom odnosu, zapaljenski proces obično u isto vreme zahvata i dužicu i zrakasto ili cilijarno telo, što se još naziva i uveitis anterior. |

## Literatura
- Slavoljub V. Jovanović, Neva L. Lotrić (1987). Deskriptivna i topografska anatomija čoveka. Beograd, Zagreb: Naučna knjiga.
- Slavoljub V. Jovanović, Nadežda A. Jeličić Anatomija čoveka – glava i vrat. Beograd: Savremena administracija. 2000. ISBN 978-86-387-0604-4..

## Spoljašnje veze
|  | Molimo Vas, obratite pažnju na važno upozorenje u vezi sa temama iz oblasti medicine (zdravlja). |